# 리오 마뷔바
리오 앙토니오 조바 마뷔바(프랑스어: Rio Antonio Zoba Mavuba, 1984년 3월 8일 ~ )는 프랑스의 은퇴한 축구 선수로, 현재 보르도 II에서 코치로 활동하고 있다. 대부분의 선수 생활을 지롱댕 드 보르도와 릴에서 보냈고, 후자의 클럽에서는 2011년 리그 우승을 거두기도 하였다.
2004년부터 프랑스 국가대표로 활동하였으며, 2014년 FIFA 월드컵에 참가했다.

## 어린 시절
마뷔바의 아버지는 마퓌일라 마뷔바로 축구 선수로 활동하여 1974년 FIFA 월드컵에 자이르 국가대표로 출전했었고, 그의 어머니는 앙골라계이다. 그는 앙골라 내전 당시 공해를 지나는 선상 위에서 출생하였고, 이후 출생 신고 서류에는 국적 없이, "선상 출생"으로만 나와 있었다. 2004년 9월, 그는 프랑스 국적을 취득하였다.
마뷔바는 2세 때 어머니를 여의었고, 12년 뒤에는 아버지를 잃었다. 그는 자신의 슬픔을 달래기 위해 축구에 뛰어들었다.

## 클럽 경력
마뷔바는 보르도 유소년팀에서 축구를 시작하였다. 1월 10일, 그는 2-1로 이긴 몽펠리에 원정전에서 리그 1 데뷔전을 치르었고, 미셸 파봉 신임 감독에 의해 즉시 선발 라인업에 들었고, 2004-05 시즌부터 보르도 생활을 끝내기 전까지 매 시즌마다 최소 32경기를 뛰었다.
2007년 7월 3일, 비야레알은 유벤투스로 복귀한 알레시오 타키나르디를 대신하기 위해 마뷔바와 €7M의 가격에 5년 계약을 체결하였다. 1군에서의 도약하는데 어려움을 겪던 그는 라 리가 출장기록이 총 219분에 그쳤고, 2008년 1월에 시즌 종료때까지 릴로 임대되게 되었다.
릴 이적은 2008년 여름에 영구 이적으로 변경되었는데, 계약은 선수가 €7M의 이적료에 4년짜리 계약서에 서명하는 것으로 완료되었다. 그는 팀에서의 3년차에 리그와 쿠프 드 프랑스 경기를 모두 합쳐 46번의 경기의 출장을 기록하였고, 그레이트 데인 군단 (Les Dogues) 이 57년만에 두 대회를 모두 우승하는데 큰 기여를 했다.
마뷔바는 2012-13 시즌 중반에 무릎 부상으로 시달렸는데, 그는 3달동안 결장하게 되었다. 2013년 12월 22일, 팀의 주장은 2-2로 비긴 파리 생제르맹과의 경기에서 자신의 2013-14 시즌 첫 골을 기록하였으나, 즐라탄 이브라히모비치와 신경전에 연루되어, 양쪽 선수 모두 전반 막판에 경고를 받았다.

## 국가대표팀 경력
2004년, 마뷔바는 콩고 민주 공화국 국가대표팀 제의를 받았으나, 거절하였다. 2004년 투르누아 에스푸아 드 툴롱 때부터 2006년 UEFA U-21 축구 선수권 대회까지 그는 프랑스 U-21 국가대표로 활약하였다.
2004년 8월 18일, 1-1로 비긴 렌에서의 보스니아 헤르체고비나와의 친선경기에서 첫 성인 국가대표팀 출전을 기록하였다. 그는 2008년부터 2011년까지 단 한번의 국가대표 경기에 출전하지 못하였다.
마뷔바는 디디에 데샹 감독에 의해 2014년 FIFA 월드컵 최종 엔트리에 포함되었다. 6월 15일, 3-0으로 이긴 온두라스와의 조별 리그 경기 후반전에 요안 카바예와 교체 투입되면서 FIFA 월드컵 신고식을 치르었다.

## 수상
보르도
- 쿠프 드 라 리그: 2006–07

릴
- 리그 1: 2010–11
- 쿠프 드 프랑스: 2010–11
- 트로페 데 샹피옹 준우승: 2011